# Klasztor Bonifratrów w Grodnie
Klasztor Bonifratrów w Grodnie – Bonifratrzy byli jedyną placówką zakonną, założoną w XVIII w. w Grodnie. Powstała z fundacji biskupa wileńskiego Karola Pancerzyńskiego z roku 1725. Klasztor umieszczono na wschodnich obrzeżach miasta, przy ulicy Dziemianowskiej.
Inwentarz klasztoru z 1843 r. wymienia zespół zabudowań, składający się z dwóch budynków, stojącej nieopodal dzwonnicy, oraz licznych zabudowań gospodarczych, sadu i ogrodu.